# Tesla Superchargeur

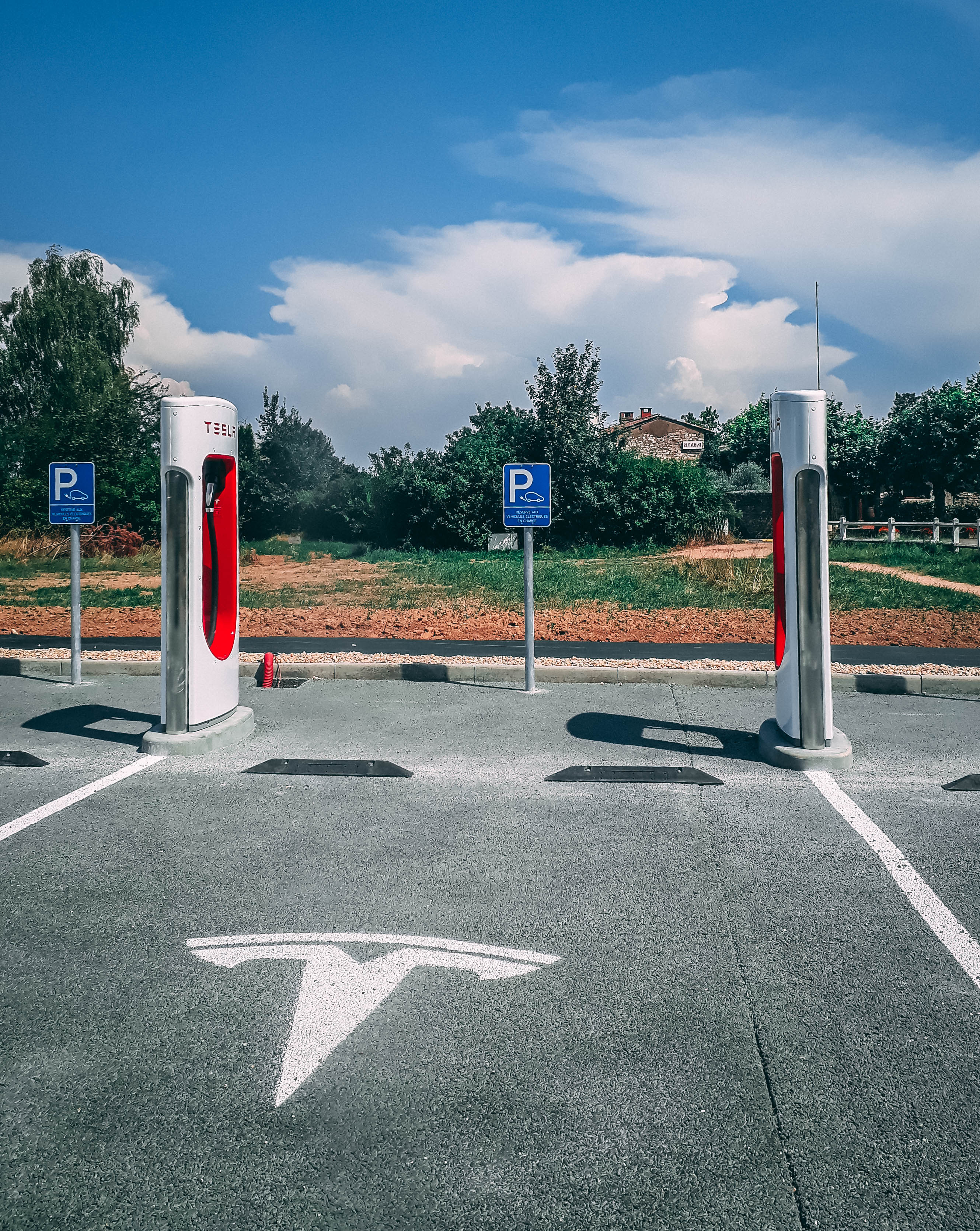
Bornes Superchargeur à Mâcon.

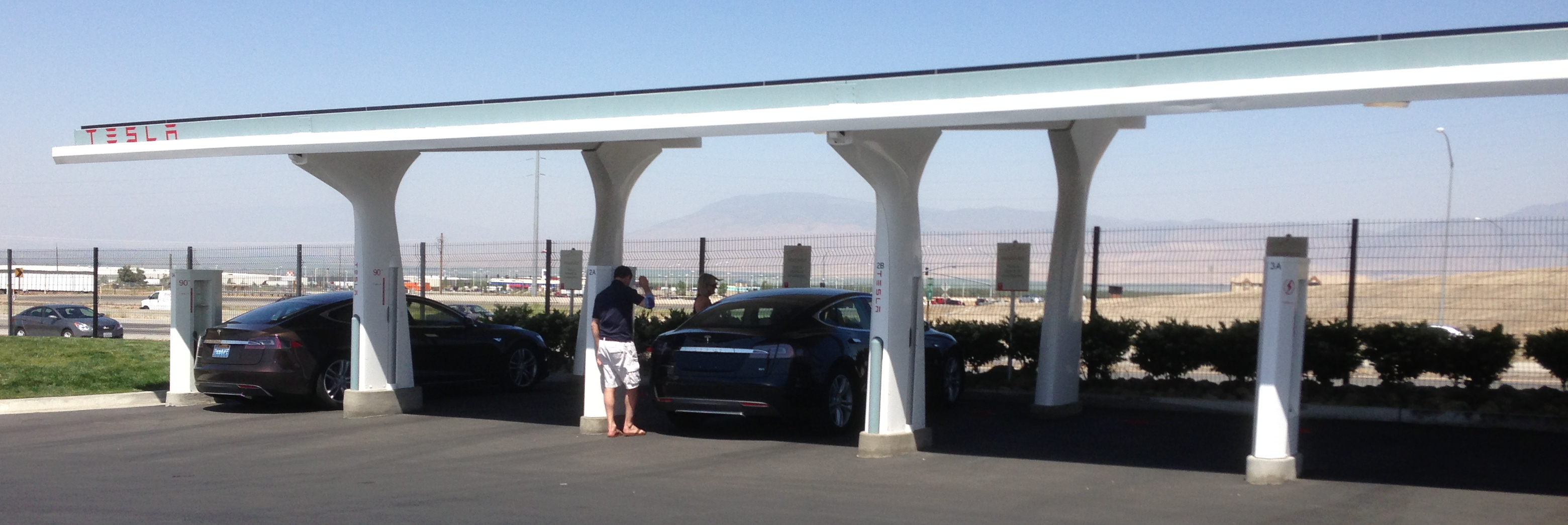
Station de rechage rapide du Tesla Supercharger Network au Tejon Ranch en Californie. Le toit de la marquise est recouvert de panneaux solaires produits par SolarCity qui injectent l'énergie produite dans le réseau.

Tesla Superchargeur (ou Supercharger en anglais) est un réseau de recharge rapide en courant continu de 480 volts déployé depuis 2012 par le constructeur automobile américain Tesla pour recharger les véhicules électriques. Au 14 novembre 2021, Tesla exploite plus de 30 000 bornes Superchargeurs dans plus de 3 200 stations dans le monde. En 2020 le réseau comptait 1 042 stations en Amérique du Nord, 600 en Europe et 415 dans la région Asie/Pacifique. Les Superchargeurs peuvent délivrer des puissances électriques de 72 kW, 150 kW ou 250 kW et peuvent ainsi recharger jusqu'à 322 km en quinze minutes.

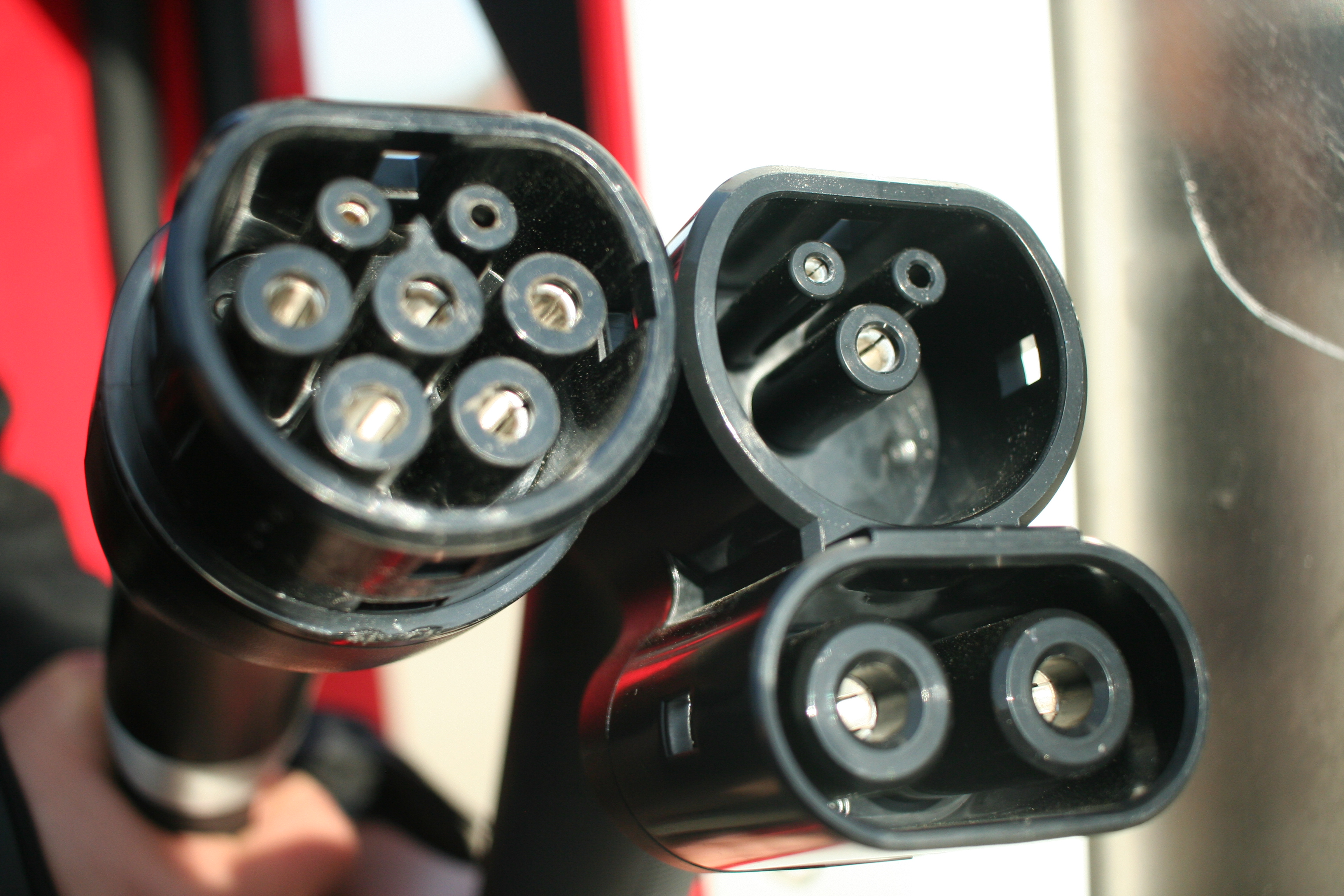
Modèles de connecteurs de Superchargeurs pour l'Europe/Monde : Type 2 pour Model S/X et CCS Combo 2 pour Model 3.

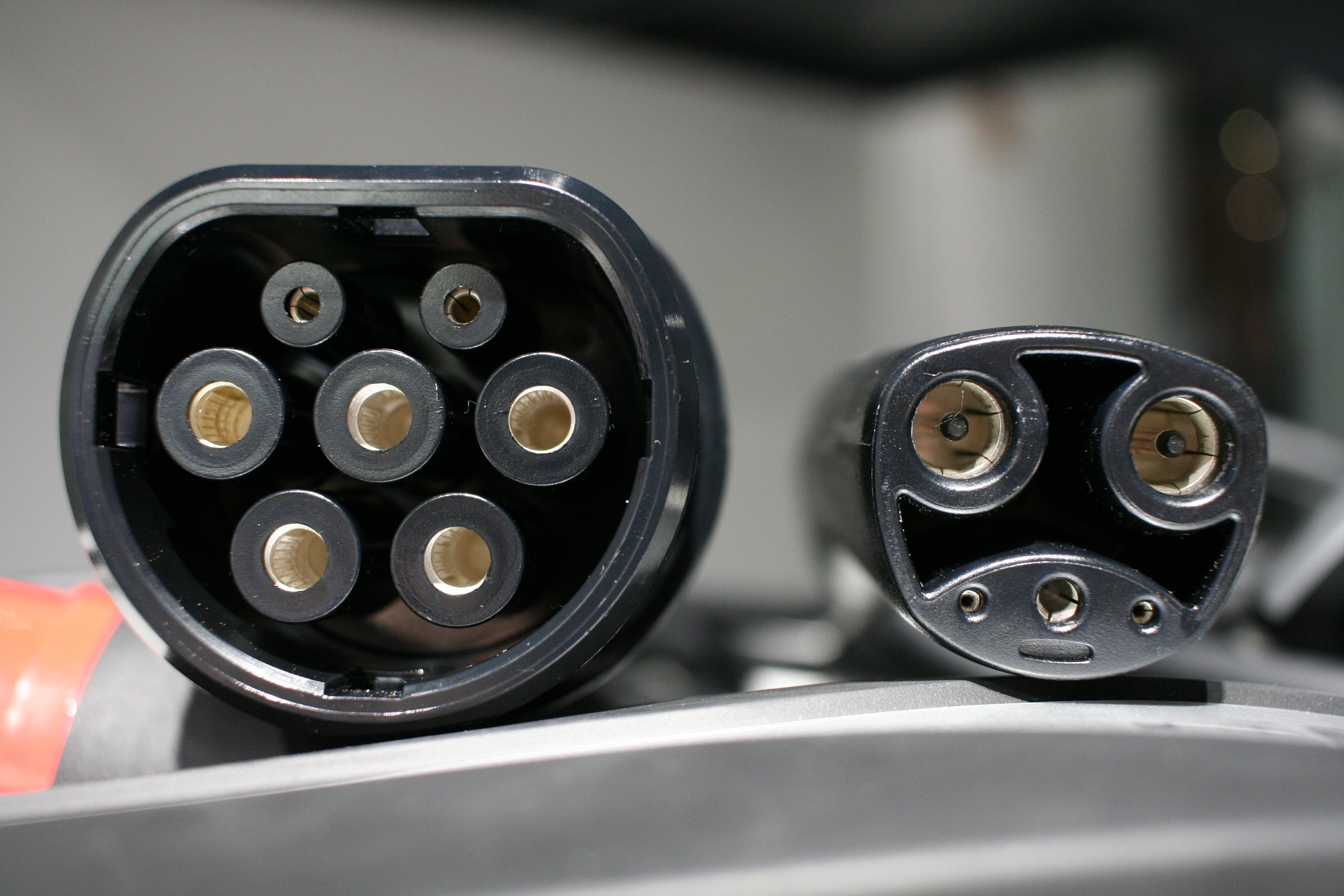
Connecteurs de Superchargeur en Europe/Monde (à gauche) et Amérique du Nord (à droite).

La Tesla Model S a été la première voiture à pouvoir utiliser le réseau Superchargeur, suivie par les Model X, Model 3 et Model Y, puis enfin tous les véhicules électriques sur certaines stations. L'accès au réseau dépend des voitures : accès gratuit à vie, volume de recharges de 100 à 400 kWh par an, volume unique de 100 à 400 kWh ou crédit monétaire. Pour les voitures qui ne disposent pas de crédit, les conducteurs peuvent payer avec une carte bancaire et ils sont facturés soit à la quantité d'électricité consommée, soit au temps passé à recharger. À la fin de la recharge, des frais d'inactivité peuvent être facturés (en fonction de la disponibilité des places dans la station Superchargeur) pour l'occupation de la borne sans charger.
Tesla a construit son réseau Superchargeurs pour être spécialement adapté aux longs trajets. Fin 2017, l'entreprise a pris la décision d'interdire aux États-Unis l'utilisation commerciale (par exemple par les sociétés de covoiturage, les taxis...) ou par les gouvernements de son réseau Superchargeurs.
Indépendamment des Superchargeurs, Tesla a aussi déployé le réseau Recharge à destination. En septembre 2019, ce réseau comptait dans le monde 23 963 bornes (ou stalles) installées dans des commerces (hôtels, restaurants, centres commerciaux). Ce réseau est constitué essentiellement de bornes de recharge accélérée (généralement 22 kW), moins rapides que le réseau Superchargeurs donc avec des temps de recharge de plusieurs heures. L'accès à ces bornes est généralement gratuit pour les clients en voitures Tesla.

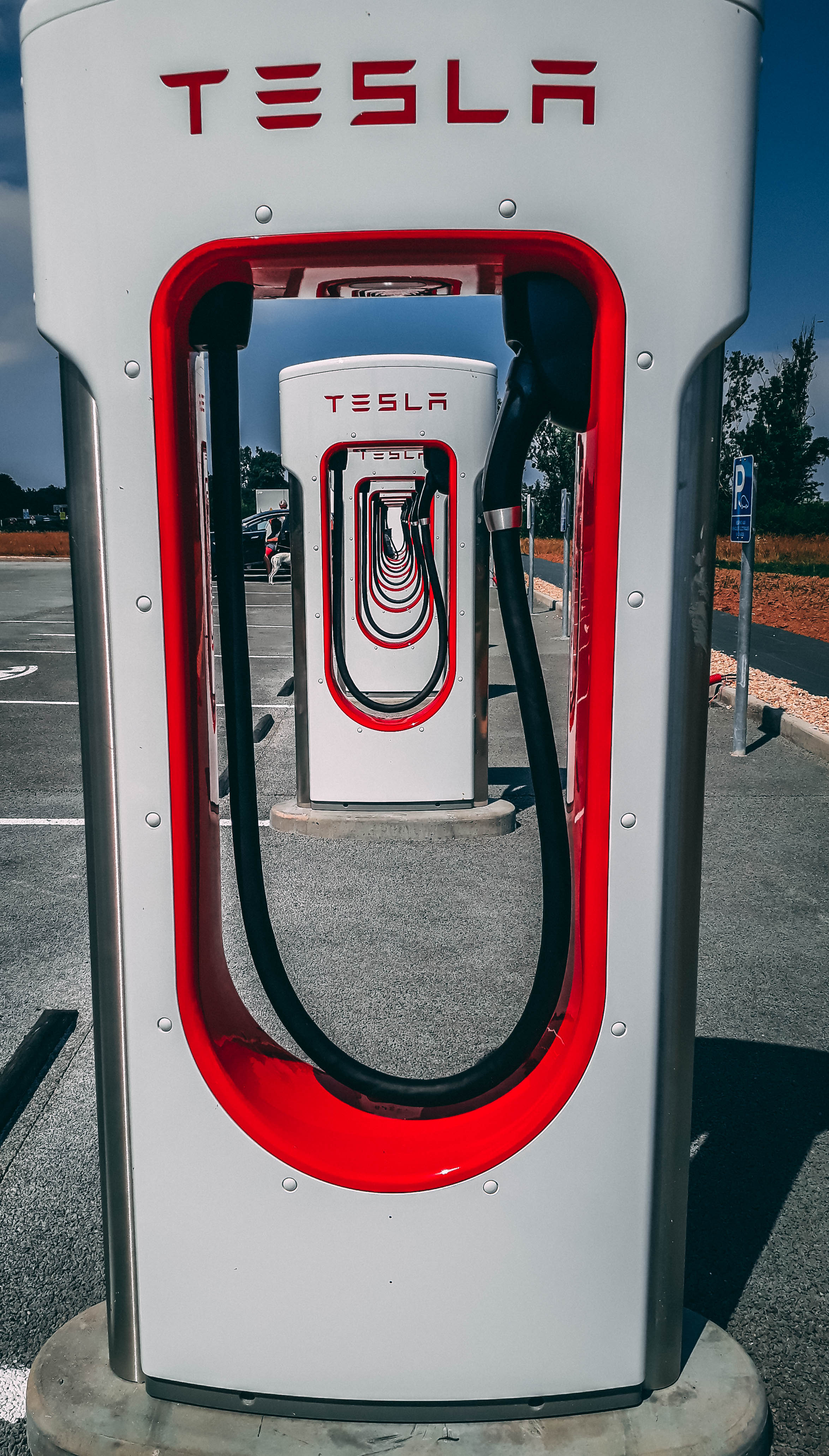
Station Tesla Superchargeur avec espace de stationnement et bornes avec câbles attachés.

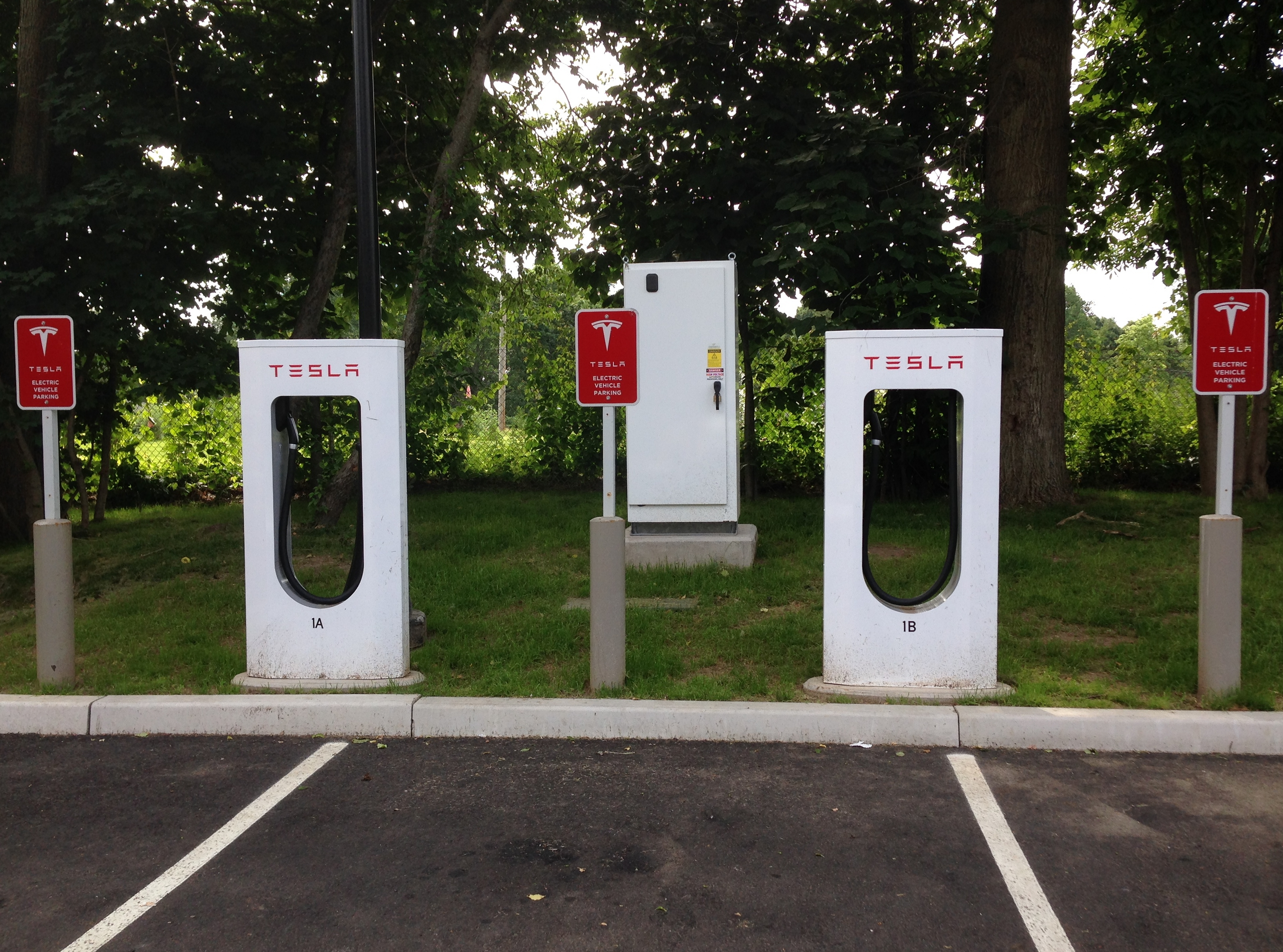
Quand deux paires de stations Tesla Supercharger (A et B) sont occupées, elles se partagent la puissance disponible (jusqu'à 150 kW). Les Superchargeurs représentés ici, d'ancienne génération, sont limités à 105 kW par point de recharge. Chaque armoire Superchargeur constituée de douze chargeurs modulaires,,, alimente deux bornes de recharge (d'une puissance maximale de 150 kW par prise). Deux voitures qui chargent en même temps se partagent la puissance disponible.

## Technologie Superchargeur

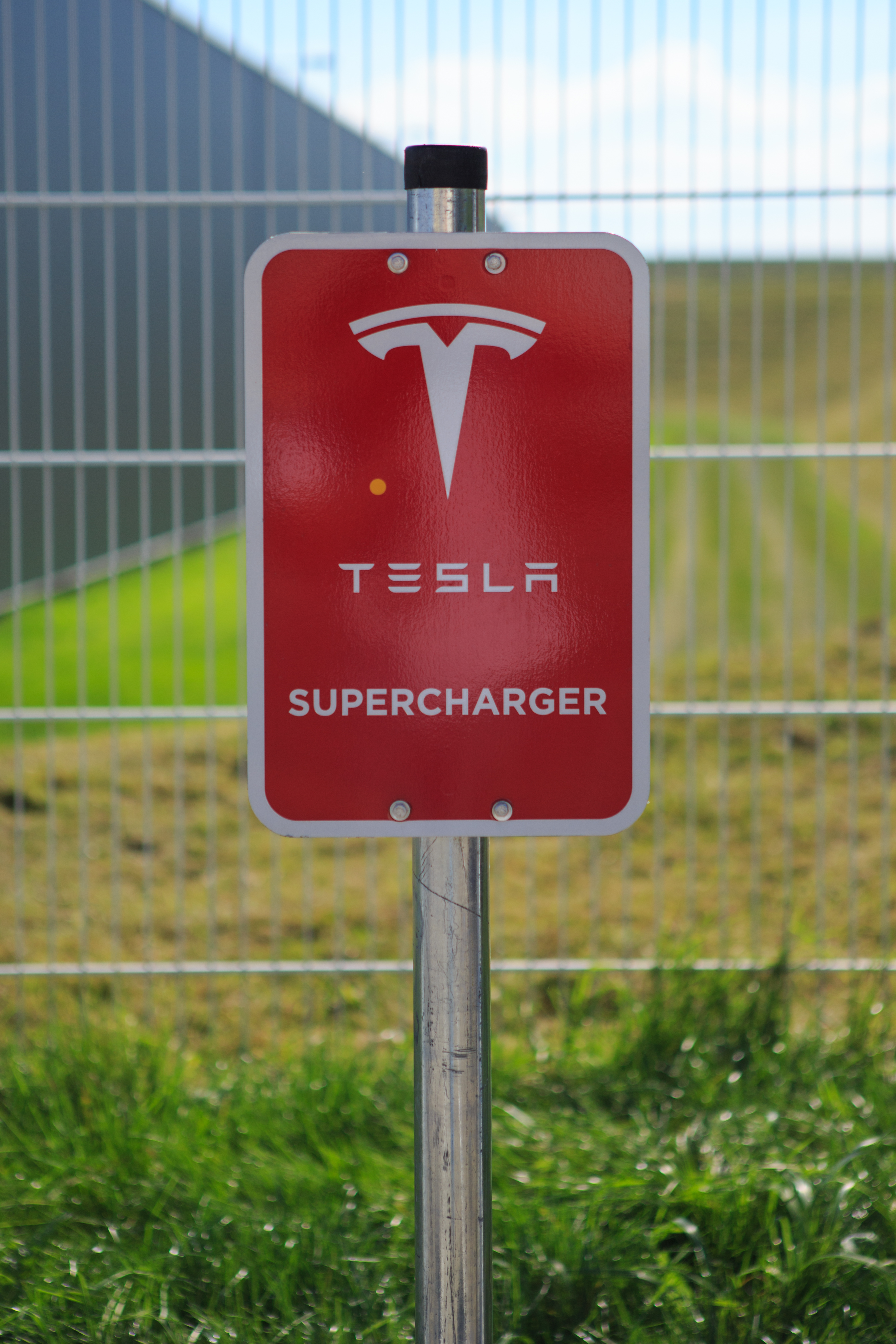
Panneau de signalisation de station Superchargeur avec le logo Tesla.

Les Superchargeurs peuvent délivrer des puissances électriques de 72 kW, 150 kW ou 250 kW et peuvent ainsi recharger jusqu'à 322 km en quinze minutes.
À l'origine, les stations Tesla Superchargeurs V1 et V2 délivraient jusqu'à 150 kW de puissance répartie entre deux voitures, avec selon le modèle de voiture, un maximum de 150 kW,,,,. Les temps de recharges de la Model S d'origine de 85 KWh sont de 20 minutes environ pour une recharge à 50 %, 40 minutes pour une recharge à 80 % et 75 minutes pour une recharge complète. Les bornes de recharge sont des bornes rapides  qui alimentent directement la batterie en courant continu (CC).
En septembre 2017, Tesla rendait disponible les Superchargeurs urbains. Plus compacts que les bornes Superchargeurs standards, ils sont déployés principalement dans les zones urbaines (parkings des centres commerciaux, garages...). Par rapport aux Superchargeurs standards, les Superchargeurs urbains ont une puissance maximale de 72 kW. Au lieu de 150 kW répartis entre deux véhicules sur une paire de bornes Superchargeurs, chaque borne Superchargeur urbain fournit une capacité dédiée de 72 kW.
Tesla a installé dans certaines de ses stations Superchargeurs des ombrières recouvertes de panneaux solaires pour à la fois produire l'électricité utilisée pour recharger les véhicules et pour protéger les bornes et les clients des intempéries. Tesla prévoit d'augmenter la production d'énergie solaire dans ses stations Superchargeurs.
Certaines stations sont uniquement utilisables par les véhicules Tesla (Model S, Model X, Model 3 et Model Y) tandis que d'autres sont ouverts à tous les véhicules électriques. Le chargeur embarqué compatible Superchargeurs est monté en standard sur les Model X, Model 3 et Model Y, ainsi que les Model S équipées des batteries de 70 kWh ou plus, et en option sur les Model S 60 kWh. Les premières versions de Roadster n'étaient pas compatibles avec les Superchargeurs,,.
Tesla fabrique des Superchargeurs V3 à Giga New York et il a ouvert ses premières stations V3 en 2019, qui peuvent fournir jusqu'à 24 km d'autonomie par minute (selon les conditions). Une station de 1 MW peut alimenter 4 bornes à une puissance de 250 kW chacune.
En Europe, les Model S et Model X et les Superchargeurs sont équipés du connecteur Type 2 (norme CEI 62196). En novembre 2018, Tesla a annoncé que les Superchargeurs installés en Europe seront équipés de connecteurs CCS Combo 2, en plus des connecteurs Type 2 en courant continu dont ils disposent déjà. Tesla a précisé par ailleurs que la Model 3, qui n'allait pas tarder à sortir, serait équipée en standard du connecteur CCS Combo 2. Ainsi, les Superchargeurs devenaient totalement compatibles avec la norme de recharge standard de l'UE. Les voitures Model S et X existantes reçoivent en option un adaptateur CCS Combo 2 qui leur permettra d'utiliser partout en Europe cette infrastructure standard. Les Tesla américaines (qui sont équipées du connecteur propriétaire Tesla) importées en Europe  ne peuvent pas se charger en Europe. Depuis 2017, Tesla est le seul constructeur automobile à proposer la recharge en courant continu basée sur la norme CEI 62196-2. Les autres constructeurs utilisent la norme de charge CEI 62196-3 Combined Charging System (CCS).
Tesla a indiqué à plusieurs reprises être prêt à partager son réseau Superchargeur avec d'autres constructeurs automobiles, mais cela ne s'est pas encore concrétisé à ce jour,.
Fin 2019, Tesla a déployé à San Luis Obispo (Californie) le premier Supercharger mobile, monté sur une remorque à plateau, qui augmente la capacité de charge grâce au système de stockage d'énergie Tesla Megapack,.
Tesla a commencé en novembre 2021 à partager certaines stations de Superchargeurs avec les véhicules électriques d'autres marques. Ces stations sont uniquement aux Pays-Bas pour le moment.
En 2023, Tesla installe ses premiers Superchargeurs V4 en Europe.

## Réseau
Les bornes de recharge rapide Superchargeur permettent aux véhicules Tesla de se recharger complétement en une heure environ. Ils sont souvent situées à proximité de restaurants et d'autres commodités.
Au 14 novembre 2021, Tesla exploite plus de 30 000 bornes Superchargeurs dans plus de 3 200 stations dans le monde, soit une moyenne de 9 Superchargeurs par station. En 2020 existaient 1 042 stations en Amérique du Nord, 600 en Europe et 415 dans la région Asie/Pacifique.
En 2016, on comptait en moyenne 34 véhicules Tesla par borne Superchargeur,. Le coût d'une station varie selon les estimations, en fonction du nombre de bornes et d'autres éléments, entre 1 000 000 US$ (2013) à 270 000 US$ (en 2015). Tesla estime la durée de vie d'une station à douze ans.
Les véhicules électriques sont essentiellement rechargés au domicile ou au travail (une situation que Tesla compare à celle des téléphones portables). En 2014, les Superchargeurs comptaient pour moins de 10 % du total des kilomètres parcourus par les Model S. Au mois de juillet 2019, les Superchargeurs ont fourni 72 GWh d'électricité.
Tesla possède en propre la majorité des stations Superchargeurs, et le reste appartient à des opérateurs de flotte pour charger leurs véhicules Tesla, les compagnies de taxis par exemple. La puissance de ces bornes est limitée à 60 kW. En décembre 2017, Tesla a modifié ses conditions de service pour interdire aux véhicules non personnels (les véhicles à usage commercial, comme les taxis, les véhicules de société, les véhicules gouvernementaux,...) d'utiliser les Superchargeurs. Cette interdiction s'applique uniquement aux véhicules achetés après le 15 décembre 2017. D'autres options de recharge seraient proposées pour ces véhicules,.

### Réseau de recharge à destination
Indépendamment des Superchargeurs, Tesla a aussi déployé le réseau Recharge à destination. En septembre 2019, ce réseau comptait dans le monde 23 963 bornes (ou stalles) installées dans des commerces, (hôtels, restaurants, centres commerciaux). Ce réseau est constitué essentiellement de bornes de recharge accélérée (généralement 22 kW), moins rapides que le réseau Superchargeurs donc avec des temps de recharge de plusieurs heures. L'accès à ces bornes est généralement gratuit pour les clients en voitures Tesla.

### Facturation
L'accès au réseau dépend des voitures : accès gratuit à vie, volume de recharges de 100 à 400 kWh par an, volume unique de 100 à 400 kWh ou crédit monétaire. Pour les voitures qui ne disposent pas de crédit, les conducteurs peuvent payer avec un carte bancaire et ils sont facturés soit à la quantité d'électricité consommée, soit au temps passé à recharger. À la fin de la recharge, des frais d'inactivité peuvent être facturés (en fonction de la disponibilité des places dans la station Superchargeur) pour l'occupation de la borne sans charger.
Certaines Tesla Model S et Model X bénéficient de recharges gratuites illimitées sur les bornes superchargeurs : celles commandées avant le 15 janvier 2017 ou entre le 2 août 2019 et le 26 mai 2020 ou celles qui ont bénéficié d'un code de parrainage à l'achat.
De même, Les Model S et Model X commandées entre le 15 janvier 2017 et le 2 novembre 2018 ont bénéficié d'un crédit de 400 kWh (environ 1 600 km) de recharges gratuites sur Superchargeur par an. Une fois ce crédit annuel épuisé, la recharge devient payante, mais à un tarif inférieur à celui d'un plein d'essence sur un véhicule thermique.
Entre mai 2017 et le 18 septembre 2018, Tesla a mis en place un système de parrainage qui permettait aux propriétaires de Tesla d'offrir l'accès gratuit et illimité aux Superchargeurs à des amis (jusqu'à cinq) qui achetaient une Tesla Model S, Model X ou Model 3 Performance. De même, les propriétaires de Tesla qui rachetaient une nouvelle Model S, Model X ou Model 3 Performance accédaient aussi à la recharge gratuite et illimitée,.
Tesla propose régulièrement un programme de parrainage qui permet au parrain et à la personne parrainée qui achète une nouvelle voiture Tesla d'obtenir 1 500 km de Supercharge gratuite,.

### Frais d'occupation injustifiée
Depuis le 16 décembre 2016, si une voiture reste branchée à une borne Superchargeur alors qu'elle a fini de charger, Tesla peut appliquer des frais d'occupation injustifiée. Ces frais s'appliquent uniquement si plus de 50% des bornes de la station sont occupées. Ces frais varient selon les pays. Par exemple dans la plupart des pays de l'Union européenne, le montant est de 0,40 € par minute si la station est occupée à plus de 50% et de 0,80 € par minute si la station est pleine à 100%. Ces frais sont annulés si la borne est libérée dans les cinq minutes.

### Évolution du déploiement
En octobre 2014, Tesla comptait 119 stations Supercharger standard en fonctionnement aux États-Unis, 76 en Europe et 26 en Asie. En 2016, Elon Musk le PDG de Tesla prévoyait le doublement du nombre de stations Superchargeur en 2017.
Le nombre de stations Superchargeur dans le monde était de 280 en 2014, 584 en 2015 et 1 045 en 2017. En décembre 2014, deux stations étaient alimentées à l'énergie solaire,. En 2017, une station Superchargeur partiellement alimentée en photovoltaïque a été installée à Heusden-Zolder, en Belgique. En avril 2017, Tesla prévoyait d'étendre le réseau à 15 000 bornes.
En mars 2020, Tesla compte 16 103 Superchargeurs dans 1 826 stations dans le monde, avec 908 stations aux États-Unis, 98 au Canada, 16 au Mexique, 520 en Europe et 398 en région Asie/Pacifique.
En janvier 2021, Tesla compte 20 000 Superchargeurs répartis dans 2 106 stations dans le monde. En novembre 2021, la barre des 30 000 stèles réparties dans 3254 stations est franchie. Le nombre de connecteurs Tesla Supercharger connaît actuellement une croissance annuelle d'environ 50 %.
Le 30 avril 2024, Elon Musk annonce à la surprise générale le licenciement complet des 500 membres de l'équipe s'occupant des Superchargeurs, déclarant que le croissance du nombre de stations allait ralentir,
, mais devant le tollé suscité des utilisateurs, Tesla a réembauché une partie de ces personnes licenciées peu de temps après.
Le graphique qui aurait dû être présenté ici ne peut pas être affiché car il utilise l'ancienne extension Graph, désactivée pour des questions de sécurité. Des indications pour créer un nouveau graphique avec la nouvelle extension Chart sont disponibles ici.

| Trimestre | Sites | Stèles | Croissance annuelle | Source  |
| --------- | ----- | ------ | ------------------- | ------- |
| Q4 2012   | 7     | .      | .                   | [ 73 ]  |
| Q1 2013   | 7     | .      | .                   | [ 73 ]  |
| Q2 2013   | 9     | .      | .                   | [ 74 ]  |
| Q3 2013   | 30    | .      | .                   | [ 75 ]  |
| Q4 2013   | 63    | .      | .                   | [ 76 ]  |
| Q1 2014   | 101   | .      | .                   | [ 77 ]  |
| Q2 2014   | 156   | .      | .                   | [ 78 ]  |
| Q3 2014   | 235   | .      | .                   | [ 79 ]  |
| Q4 2014   | 380   | .      | .                   | [ 80 ]  |
| Q1 2015   | 425   | .      | .                   | [ 81 ]  |
| Q2 2015   | 480   | .      | .                   | [ 82 ]  |
| Q3 2015   | 536   | .      | .                   | [ 83 ]  |
| Q4 2015   | 584   | .      | .                   | [ 84 ]  |
| Q1 2016   | 613   | .      | .                   | [ 85 ]  |
| Q2 2016   | 661   | .      | .                   | [ 86 ]  |
| Q3 2016   | 715   | .      | .                   | [ 87 ]  |
| Q4 2016   | 790   | .      | .                   | [ 88 ]  |
| Q1 2017   | 828   | .      | .                   | [ 89 ]  |
| Q2 2017   | 884   | .      | .                   | [ 90 ]  |
| Q3 2017   | 1,000 | 7,000  | .                   | [ 91 ]  |
| Q4 2017   | 1,128 | .      | .                   | [ 92 ]  |
| Q1 2018   | 1,205 | 9,300  | .                   | [ 93 ]  |
| Q2 2018   | 1,308 | 10,800 | .                   | [ 94 ]  |
| Q3 2018   | 1,352 | 11,128 | .                   | [ 95 ]  |
| Q4 2018   | 1,421 | 12,002 | .                   | [ 95 ]  |
| Q1 2019   | 1,490 | 12,767 | 37                  | [ 96 ]  |
| Q2 2019   | 1,587 | 13,881 | 29                  | [ 96 ]  |
| Q3 2019   | 1,653 | 14,658 | 32                  | [ 96 ]  |
| Q4 2019   | 1,821 | 16,104 | 34                  | [ 97 ]  |
| Q1 2020   | 1,917 | 17,007 | 33                  | [ 98 ]  |
| Q2 2020   | 2,035 | 18,100 | 30                  | [ 98 ]  |
| Q3 2020   | 2,181 | 19,437 | 33                  | [ 98 ]  |
| Q4 2020   | 2,564 | 23,277 | 45                  | [ 98 ]  |
| Q1 2021   | 2,699 | 24,515 | 44                  | [ 99 ]  |
| Q2 2021   | 2,966 | 26,900 | 49                  | [ 100 ] |
| Q3 2021   | 3,254 | 29,281 | 51                  | [ 101 ] |
| Q4 2024   | 6,975 | 65,495 | .                   | [ 102 ] |

### Amérique du Nord

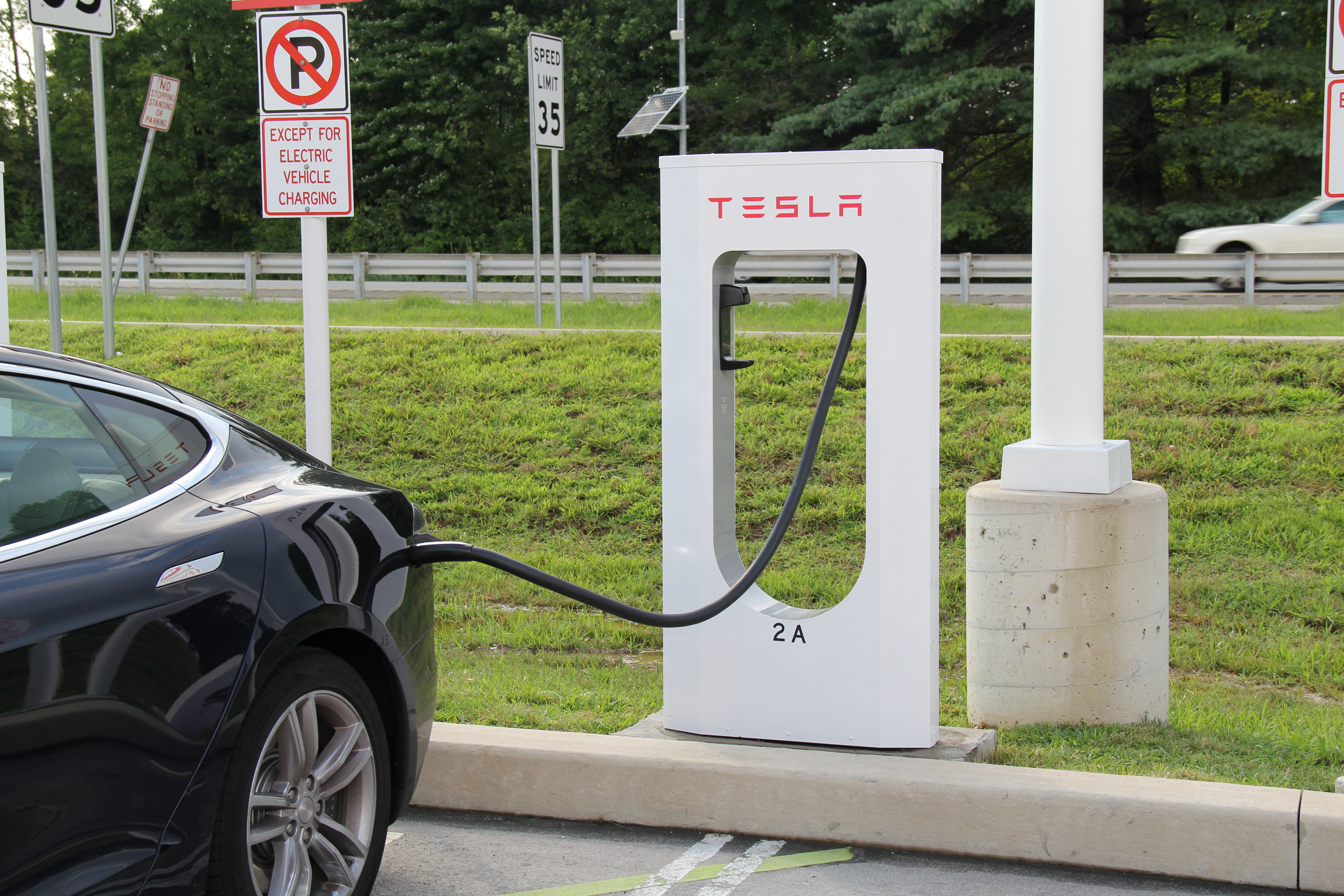
Tesla Model S en cours de recharge sur une borne Superchargeur à Newark, dans le Delaware.

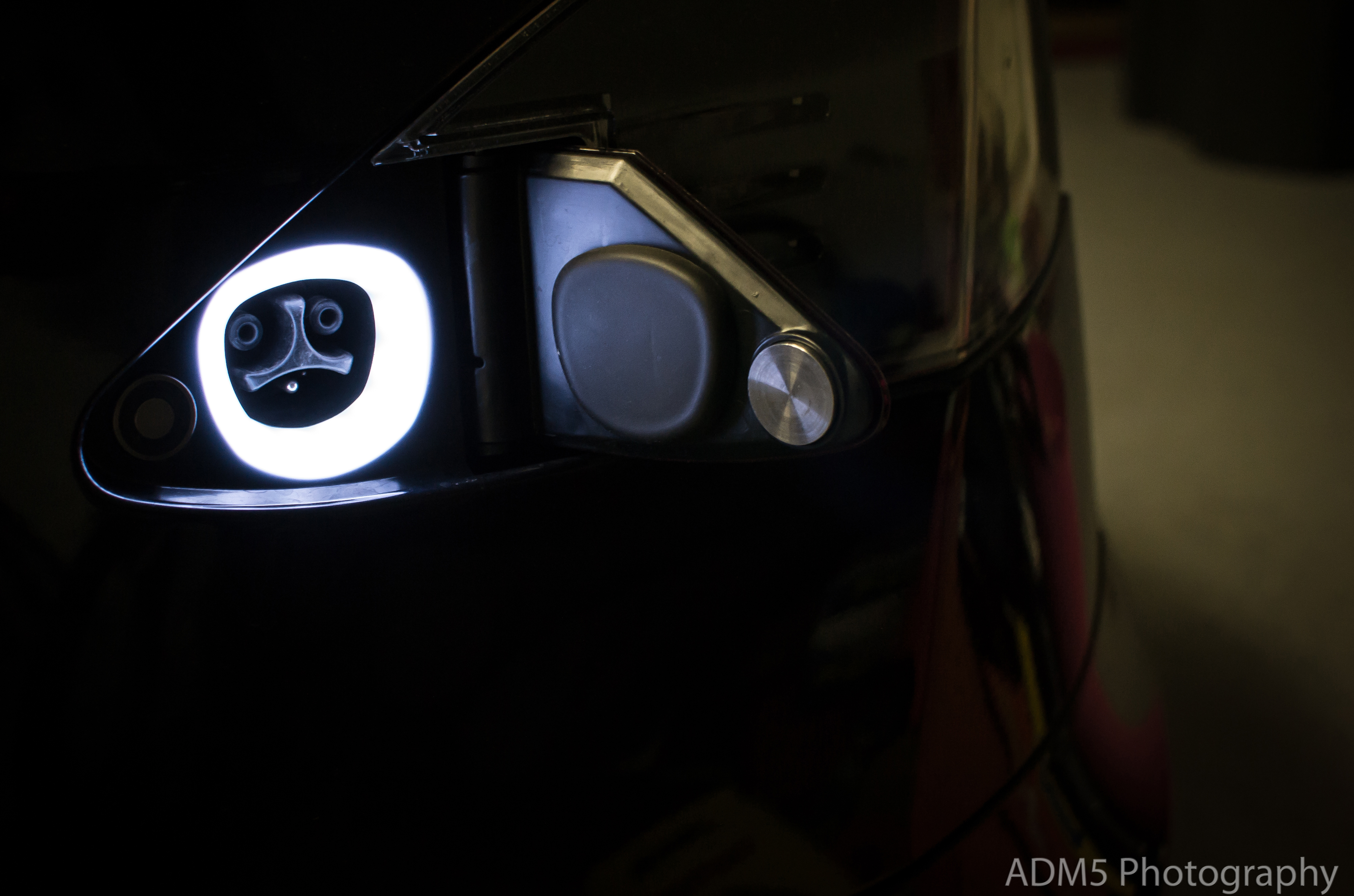
Prise de recharge éclairée sur une Model S.

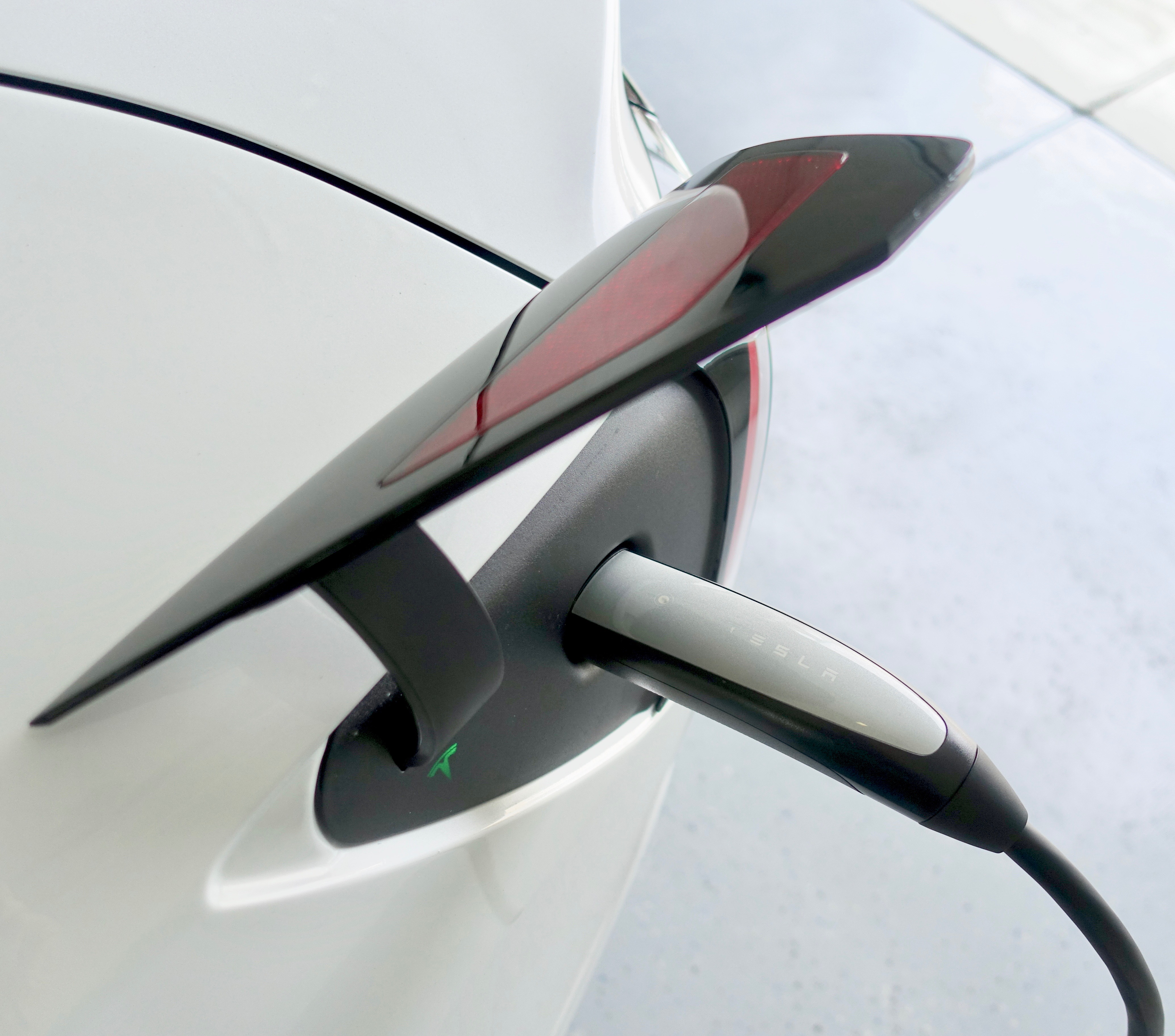
Une Tesla Model 3 utilisant un connecteur mobile (version 2.0).

Le déploiement du réseau Superchargeur a démarré en 2012 avec l'inaugurations de huit premières stations aux États-Unis,, situées à des points stratégiques  le long de deux axes autoroutiers majeurs: Boston-Washington et  Los Angeles-San Francisco. À la mi-juillet 2013, 15 stations étaient ouvertes aux États-Unis, et presque le double à la fin de l'été. Les stations ont été développées et produites en coopération avec Black & Veatch. En 2014 les premières stations Superchargeurs arrivaient au Canada, le long de l'Autoroute 401 entre Toronto et Montréal.
Le réseau initial a été d'abord déployé sur les axes autoroutiers les plus importants de l'Amérique du Nord, suivis par des réseaux en Europe et en Asie au second semestre 2013. Le premier corridor Superchargeur a ouvert au public aux États-Unis en octobre 2012. Ce corridor comprenait six stations placées sur l'axe routier reliant San Francisco, Lake Tahoe, Los Angeles et Las Vegas,. Le deuxième couloir a ouvert en décembre 2012 le long du corridor de la BosWash (la mégalopole du nord-est américain), reliant Washington, Baltimore, Philadelphie, New York et Boston. Ce couloir compte trois stations dans les aires de repos d'autoroute, une dans le Delaware et deux adjacentes dans le Connecticut. Dans certaines stations, l'électricité fournie est payée par les entreprises locales pour attirer les clients.
L'électricité utilisée par les superchargeurs du corridor de la côte ouest provient partiellement de panneaux solaires installés par SolarCity, compagnie de production de panneaux solaires fondée sous l'impulsion d'Elon Musk. L'objectif affiché est d'assurer intégralement l'approvisionnement des superchargeurs grâce à l'énergie solaire.
En 2012, Elon Musk annonce une couverture complète du territoire des États-Unis par les super chargeur en 2013, avec une densité de couverture qui progressera ensuite chaque année, et promet un accès gratuit à vie pour les premiers propriétaires de véhicules électriques tesla.
En décembre 2019, le Dakota du nord, l'Alaska, et Hawaii sont les derniers états des États-Unis à ne pas disposer de superchargeurs, une lacune que tesla prévoit de combler en 2020. La couverture de la route transcanadienne est achevée en 2019.

### Europe

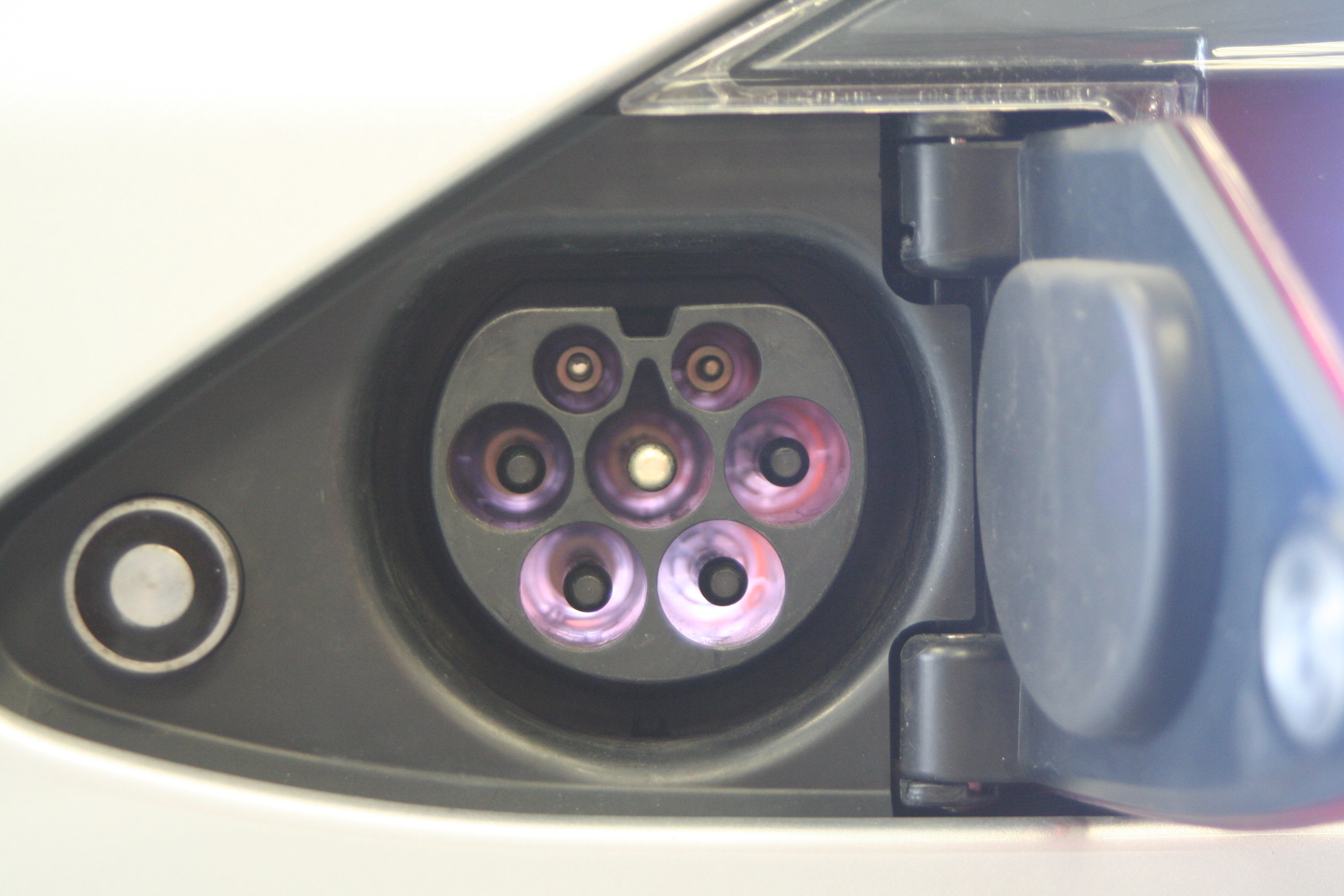
Prise Type 2 permettant la charge en courant alternatif (CA) triphasé et la Supercharge en courant continu (CC) sur les Tesla Model S et Model X européennes. Un détrompeur en forme d'encoche a été ajoutée en 2019 pour permettre la Supercharge domestique en mode 1 non protégé.

Début 2015, la première station Superchargeur européenne a été mise à niveau avec une ombrière solaire (un auvent avec des panneaux solaires sur le toit) à Køge, au Danemark. Selon Tesla, cette station (comptant au début 12 stalles, maintenant 26) dispose de 300 m2 de panneaux solaires avec une production annuelle prévue d'environ 40 MWh et d'une batterie pour le stockage temporaire de la production excédentaire. Contrairement à d'autres stations de superchargeur européennes, Tesla est propriétaire du terrain de cette station. Le 26 avril 2016, Tesla a été ouverte la première station Superchargeur de Pologne, à Kostomłoty. En 2019, 2 Superchargeurs connectés au réseau électrique ont été installés sur le circuit du Nürburgring,. Il existe quelques stations Superchargeurs privées telles que celle comptant 3 stalles ouverte le 27 avril 2016 à Zaretchie, en Russie.
Le réseau européen de Superchargeurs est prévu pour permettre de traverser l'Europe en Model S depuis Cap Nord en Norvège jusqu'à Istanbul ou Lisbonne. Depuis juillet 2019, la station Superchargeur la plus proche d'Istanbul est celle de Vrgorac (Croatie), et la plus proche de Lisbonne est celle Alcácer do Sal. La carte des sites opérationnels ou en projet inclut tous les pays de l'Union européenne sauf Malte et Chypre, et représente tous les pays classés dans le top 10 du taux d'adoption des véhicules électriques.
C'est en Europe que, pour la première fois, des stations de Superchargeurs ont été ouvertes à d'autres véhicules électriques. Certaines stations des Pays-Bas sont en effet ouvertes à tous les véhicules électriques.

### Asie-Pacifique
En juin 2015, Hong Kong avait la plus haute densité de Superchargeurs teslas dans le monde, avec un total de huit stations et 54 bornes, permettant aux propriétaires de model S d'avoir accès à un chargeur en moins de vingt minutes. Tesla développe son réseau de super chargeur en Chine, et en Australie, au Japon, à Macao, en Nouvelle Zélande, en Corée du sud, et à Taiwan. Tesla signe un contrat avec Infigen Energy, propriétaire et exploitant d'actifs de production d'énergie renouvelable en Australie, pour approvisionner en électricité le réseau australien de Superchargers.
Dès 2016, Tesla présente un projet de déploiement d'un réseau national de Superchargers en Inde,. Ce projet n'était pas encore confirmé en 2021.

### Plus importantes stations Superchargeurs
| Stalles             | Pays        | Localisation                                                | Équipements et services | Mise en service | Notes                                                                               |
| ------------------- | ----------- | ----------------------------------------------------------- | ----------------------- | --------------- | ----------------------------------------------------------------------------------- |
| 28[réf. nécessaire] | France      | Laxou, Meurthe et Moselle                                   |                         | 01-2022         | 3 recharges à destination 11 kW également disponibles                               |
| 24                  | États-Unis  | Station Flamingo et Caesars Palace du monorail de Las Vegas | Ombrière solaire        | 07-2019         | 13 recharges à destination également disponibles                                    |
| 20                  | Norvège     | E18 Bamble                                                  | Circle K                | 07-2020         | Située à la station Circle K E18 Bamble, 12 autres bornes CCS également disponibles |
| 10                  | Norvège     | Liertoppen                                                  |                         | 03-2020         |                                                                                     |
| 8                   | Royaume-Uni | Park Royal, Londres                                         |                         | 12-2019         | 8 bornes V2 également disponibles                                                   |
| 8                   | Canada      | Regina                                                      |                         | 12-2019         |                                                                                     |

| Stalles | Pays       | Localisation             | Équipements et services       | Mise en service | Notes                                                                               |
| ------- | ---------- | ------------------------ | ----------------------------- | --------------- | ----------------------------------------------------------------------------------- |
| 50      | Chine      | Shanghai - Lilacs        |                               | 23-10-2017      |                                                                                     |
| 50      | Chine      | Beijing - Hairun         |                               | 04-01-2018      |                                                                                     |
| 50      | Chine      | Beijing - Baolong        |                               | 18-09-2017      | [ 135 ]                                                                             |
| 44      | Norvège    | Eidsvoll Verk / Nebbenes |                               | 31-08-2016      | Une des premières stations Superchargeur en Europe avec des connecteurs CCS Combo 2 |
| 42      | Norvège    | Rygge                    |                               |                 |                                                                                     |
| 40      | États-Unis | Kettleman City, CA       | 24-hour Tesla Customer Lounge | 14-11-2017      | Ombrière solaire                                                                    |
| 40      | États-Unis | Baker, CA                |                               | 15-11-2017      | Canopée solaire                                                                     |
| 32      | Pays-Bas   | Badhoevedorp             | Wi-Fi gratuit                 | 21-11-2018      |                                                                                     |
| 28      | Pays-Bas   | Breukelen                | Wi-Fi gratuit                 | 15-05-2018      |                                                                                     |
| 26      | Danemark   | Køge                     |                               | 04-02-2015      | Ombrière solaire                                                                    |
| 24      | Pays-Bas   | Eindhoven                |                               | 20-11-2015      |                                                                                     |
| 24      | Norvège    | Lillesand                |                               |                 |                                                                                     |
| 24      | Suisse     | Dietikon                 | Salon clients                 | 09-05-2019      |                                                                                     |
| 20      | France     | Mâcon                    | Wi-Fi gratuit                 | 20-06-2018      |                                                                                     |
| 20      | Suède      | Mellbystrand             | Wi-Fi gratuit                 | 30-06-2019      |                                                                                     |

| Stalles | Pays       | Localisation    | Équipements et services | Mise en service | Notes                                           |
| ------- | ---------- | --------------- | ----------------------- | --------------- | ----------------------------------------------- |
| 40      | États-Unis | Daly City, CA   |                         | 05-10-2018      |                                                 |
| 36      | États-Unis | San Jose, CA    | Valet - Santana Row     | 2019            | 25 chargeurs à destination également disponible |
| 35      | États-Unis | Aventura, FL    |                         | 17-05-2018      |                                                 |
| 24      | États-Unis | Westminster, CA |                         | 22-12-2018      |                                                 |

## Usine de Superchargeurs
La construction de l'usine de superchargeurs de Tesla à Shanghai, démarrée en début d’année, s'est achevée le 20 août 2021. À pleine capacité, elle sera capable de produire jusqu’à 10 000 chargeurs par an, dont une grande majorité de superchargeurs V3 ; Tesla comptant environ 25 000 superchargeurs à travers le monde, cette usine permettra de doubler leur nombre en moins de trois ans.

## Option d'échange de batterie
Les « stations Tesla » sont un projet de stations Superchargeurs « version 2 » qui consiste à fournir aux propriétaires de Tesla Model S et Model X l'échange de batterie en plus de la recharge rapide,.
En décembre 2014, 18 mois après l'annonce, aucune station d'échange de batteries n'était encore ouverte au public. Le même mois, la société a annoncé une révision de ses plans,. Une seule station d'échange de batteries a été ouverte en Californie dans le cadre d'un projet pilote, où seuls certains propriétaires de Model S invités à participer au projet pouvaient effectuer des échanges de batteries sur rendez-vous, afin d'évaluer les aspects techniques et économiques du service. L'évaluation de la demande du service payant - qui prenait trois minutes au lieu des 90 secondes annoncées en 2013) - serait utilisé pour déterminer la viabilité économique de l'échange de batteries. Le plan initial annoncé par Tesla en juin 2013 indiquait explicitement que la société prévoyait de mettre à niveau toutes les stations Tesla Supercharger existantes et les transformer en stations Tesla, ce qui offrirait le remplacement de la batterie pour la Model S en plus de la recharge rapide.
Cependant, les plans de l'entreprise ont changé et en juin 2015, la société annonçait que l'échange de batteries ne fait plus partie des priorités de Tesla.

### Historique
En juin 2013, Tesla a annoncé son objectif de déployer un poste d'échange de batterie dans chacune de ses stations Superchargeurs existantes, qui s'appelleront alors « stations Tesla ». Lors d'un événement organisé à Los Angeles, le PDG Elon Musk a fait la démonstration d'échange de batterie avec deux Tesla Model S, qui a pris un peu plus de 90 secondes pour chacune des voitures participant à la démo. L'opération d'échange a pris moins de la moitié du temps qu'il faut pour faire le plein d'une voiture à essence qui était ravitaillée en même temps,.
La Tesla Model S a été conçue dès le début pour que la batterie soit remplacée rapidement,,, ce qui a couronné des recherches de faisabilité technique commencées en mars 2009.
En décembre 2014, aucune station d'échange de batteries n'avait été ouverte au public. Le 19 décembre, Tesla a annoncé la révision de ses plans. Il n'y aurait plus qu'une seule station d'échange de batteries située à Harris Ranch, Californie où un programme pilote d'échange de batteries devrait permettre d'évaluer la demande. Certains propriétaires de Model S ont été invités à participer au programme pilote d'échange de batteries. Tesla explique qu'elle vise à « évaluer la demande relative des clients [...] pour déterminer si elle justifie les ressources d'ingénierie et les investissements nécessaires » pour la mise à niveau de stations Superchargeur.
En juin 2015, Tesla a annoncé que sur 200 invitations envoyées pour essayer la station pilote d'échange de batterie, seules cinq personnes l'ont essayée. Tesla a ouvert l'essai à tous les propriétaires de Model S de Californie, mais s'attendait à un faible taux d'utilisation.  Une enquête a montré que la plupart des utilisateurs n'étaient pas intéressés.

### Déploiement

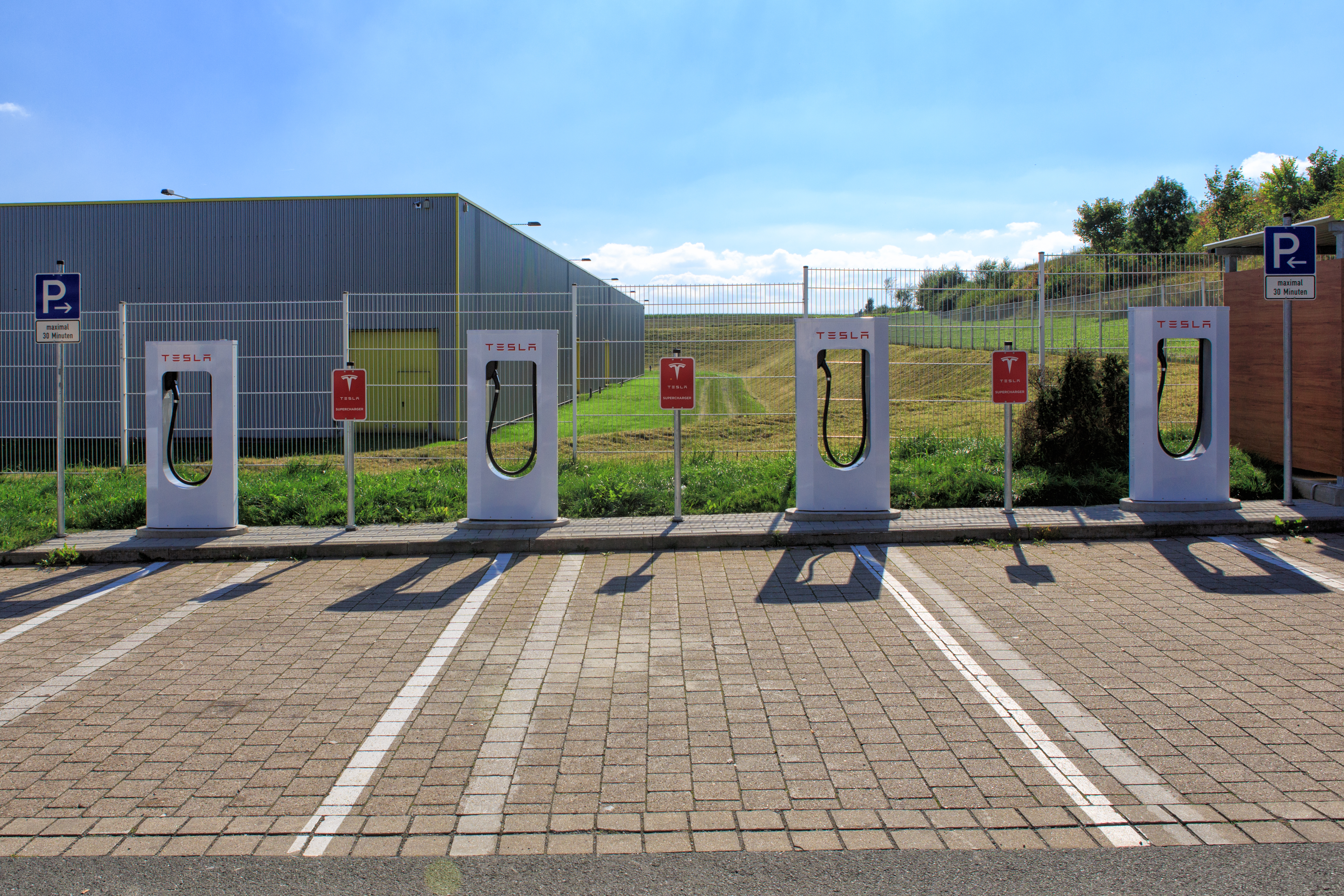
Des stations Tesla Superchargeur sont également disponibles sur les aires de service d'autoroutes. Ici des Superchargeurs sur l'aire de repos de la sortie Münchberg/Nord Autohof sur l'autoroute allemande Bundesautobahn 9.

La première station Tesla offrant l'échange de batterie devait être expérimentée en Californie fin 2013, mais le projet a pris du retard. Elon Musk a annoncé en février 2014 qu'un certain nombre de stations d'échange de batteries allaient être ouvertes dans les mois suivants le long de l'axe Los Angeles-San Francisco, et ce n'est qu'après évaluation que de nouvelles stations seraient ouvertes. Mi-2013, le coût de construction d'une station d'échange, avec environ 50 batteries sans réservation préalable, était évalué à 500 000 $.
Le service d'échange de batteries serait proposé selon les déclarations d'Elon Musk au prix d'environ 15 gallons US (57 l) d'essence, soit environ 60 à 80 $ US au tarif de juin 2013. Les propriétaires peuvent récupérer leur propre batterie entièrement chargée au retour du voyage sans coût supplémentaire. Tesla proposerait également la possibilité de conserver la batterie installée lors de l'échange et de payer la différence de prix si elle est plus récente que la batterie d'origine, ou de se faire livrer la batterie d'origine moyennant des frais de livraison.

## Tesla Megachargeur
En novembre 2017, Tesla a présenté le prototype du nouveau semi-remorque Tesla Semi et a annoncé en même temps un nouveau réseau de recharge à haute puissance « Tesla Megachargeur ». Ces stations alimentées à l’énergie solaire seraient capables de charger les camions à 80 % de capacité en trente minutes (soit 645 km d'autonomie sur 800 km d'autonomie totale),,,. Pour ce faire, les bornes devraient délivrer une puissance supérieure à un mégawatt.

## Réseau en marque blanche
Tesla commercialise aussi des réseaux en marque blanche.